# Ирина Фалкони
Ирина Фалкони (на английски: Irina Falconi) е американска тенисистка, родена на 4 май 1990 г. Най-високото ѝ класиране в ранглистата за жени на WTA e 73 място, постигнато на 10 октомври 2011 г. Неин личен треньор е Джеф Уилсън.